# Алкин (село)
Алки́н — село в Куйтунском районе Иркутской области России. Административный центр Алкинского муниципального образования.

## История
На заседании временной комиссии по образованию переселенческих и запасных участков вдоль линии Сибирской железной дороги в 1897 году был образован Алкинский запасной участок Куйтунской волости, Нижнеудинского округа, Иркутской губернии. Были выделены удобные (для строительства и хозяйственной деятельности) и неудобные земли в количестве 921 десятины и 787 соответственно. Первый дом в селе был построен в 1903 году А. Ульяновым, а в 1907 году село уже упоминается в архивных документах. Основное заселение села пришлось на 1903-1905 годы. Приезжали люди из Белоруссии и Украины, основным заработком было батрачество: корчевали лес, распахивали землю, сеяли зерновые картофель.
Свое название село получило от близ протекающей реки «Алка», что в переводе с тюркского означает быстрая.
В 1912 году открыла двери церковно-приходская школа.
Во время гражданской войны многие ушли солдатами, через село проходили войска генерала Каппеля и партизаны Бурлова.
Церковь Покрова Пресвятой Богородицы в центре Алкина была построена в 1922 году, сейчас здесь находятся клуб и магазин. В 1930-е года её использовали как и большинство церквей под зернохранилище.
В 1929 году в селе проживало 854 человека, было 183 хозяйства.
С приходом коллективизации в Алкино образовался колхоз «Борец за пятилетку», в него вошло 12 хозяйств. В 1935 году построили клуб, в 1946 году открылась "изба-читальня".
В 1949 году был построен фельдшерско-акушерский пункт. С этого же года началось объединение и укрупнение колхозов. В 1957 году в селе появилось электричество, в 1961 году - построена хлебопекарня.
В 1965 году появилось новое задание почты, в 1996 году построили здание новой школы, где дети могли получать неполное среднее образование.

## География
Находится на левом берегу реки Алки (левый приток Оки), в 18 км к северо-западу от районного центра, пгт Куйтун. Климат резко континентальный, лесостепная зона.

## Население
| 2002 | 2010 | 2011 | 2012 |
| ---- | ---- | ---- | ---- |
| 354  | ↘268 | ↘267 | ↘253 |

По данным Всероссийской переписи, в 2010 году в селе проживало 268 человек (122 мужчины и 146 женщин). По состоянию на 2018 г. проживает 243 человека.